# 1655
1655 (MDCLV) fue un año común comenzado en viernes, según el calendario gregoriano.

## Acontecimientos
- 13 de febrero: Perú: un gran terremoto destruye gran parte de Lima y su puerto, Callao.
- 25 de marzo: Christiaan Huygens descubre Titán, el satélite natural más grande de Saturno.
- Nueva Suecia es incorporada a Nuevos Países Bajos.
- En el mar Caribe, una expedición inglesa enviada por Oliver Cromwell ataca infructuosamente Santo Domingo y conquista la isla de Jamaica a los españoles, hecho que desencadena la guerra anglo-española (1655-1660).
- 18 de abril: en Roma, el cardenal Chigi es elegido papa con el nombre de Alejandro VII.
- 18 de abril: en los Valles Valdenses se inician las matanzas de valdenses que se conocen como las Pascuas piamontesas.
- 26 de septiembre: en Norteamérica, Nueva Holanda absorbe a Nueva Suecia.[1]
- 13 de noviembre: en el océano Pacífico, a 50 km al oeste del puerto del Callao (Perú) y a 30 km de profundidad, a las 14:45 (hora local) se registra el epicentro de un terremoto de 7,7 grados en la escala sismológica de Richter (I=10) que deja un saldo de 11 000 muertos y provoca muchos daños en la ciudad de Lima. (Posiblemente sea el mismo terremoto que aparece registrado en 1654, 1656 y 1657).
- En España Baltasar Gracián publica El comulgatorio.

## Nacimientos
- 7 de febrero: Jean-François Regnard, dramaturgo francés (f. 1709).
- 4 de mayo: Bartolomeo Cristofori, músico italiano (f. 1731).
- 11 de junio: Antonio Cifrondi, pintor italiano (f. 1730).
- 16 de noviembre: Alessandro Gherardini, pintor italiano (f. 1723).

## Fallecimientos
- 7 de enero: Inocencio X, papa italiano (n. 1574).
- 26 de septiembre: Juan de Solórzano Pereira, jurista español (n. 1575).
- 24 de octubre: Pierre Gassendi, filósofo y matemático francés (n. 1592).